# Beata Walczak (judoczka)
Beata Walczak (ur. 14 lutego 1973) – polska judoczka.
Była zawodniczka MKS Zryw Łowicz (1987-1998). Złota medalistka zawodów pucharu świata w Warszawie w 1993 w kat. ponad 72 kg. Trzykrotna brązowa medalistka mistrzostw Europy juniorek (1989, 1990, 1991). Dwukrotna medalistka drużynowych mistrzostw Europy (1994 - brąz, 1995 - srebro). Mistrzyni Polski seniorek 1994 w kat. do 72 kg, dwukrotna srebrna medalistka (1990 i 1993 w kat. powyżej 72 kg) oraz pięciokrotna brązowa medalistka (1991 i 1992 w kat. powyżej 72 kg, 1996 i 1997 w kat. do 72 kg i 1998 w kat do 78 kg).